# Австралопитек седиба
Австралопитек седиба (лат. Australopithecus sediba) — вымерший вид австралопитеков, обнаруженный в пещере Малапа на территории «Колыбели человечества» в ЮАР.
Вид известен по частично сохранившемуся скелету молодого существа спорной половой принадлежности MH1 (голотип) и скелету молодой самки (паратип). Они были обнаружены 9-летним сыном проводившего здесь раскопки палеоантрополога Ли Роджера Бергера — Мэттью. Данные находки датируются примерно 1 980 000 годом до нашей эры (ранний плейстоцен) и сосуществовали одновременно с ранними Homo — Человеком работающим/Человеком прямоходящим, а также с Paranthropus robustus. Пещера Малапа же идентифицируется как ловушка естественного происхождения, в которую австралопитеки могли случайно провалиться. Первоначально седиба описывался как возможный предок современного человека, и, возможно, прародитель рода Homo в принципе, однако это оспаривается — он мог представлять собой последнюю популяцию Африканского австралопитека, что ранее населяли эту территорию, или быть его близким родственником.

## История открытия и изучения
Первой находкой, принадлежащей виду «австралопитек седиба», была правая ключица образца MH1, которую обнаружил 9-летний Мэттью Бергер, сын южноафриканского палеоантрополога Ли Роджера Бергера 15 августа 2008 года в пещере Малапа на территории «Колыбели человечества» в ЮАР во время раскопок, которые возглавлял его отец. Обнаружив что-то в земле, он закричал отцу: «Папа, кажется, я что-то нашёл». В ходе дальнейших раскопок из земли был извлечён практически полный скелет данного образца, дополнительно включавший частичные фрагменты черепа и челюстной кости, а также рук, кистей, плеч, грудной клетки, позвоночника, таза, ног и ступней. Бергер и его команда считают, что данный образец является молодым самцом из-за явно выраженных надбровных дуг и клыков. Однако другие антропологи, Уильям Кимбел и Йоэль Рак не согласны с их выводами, поскольку считают, что это ненадёжные методы определения пола. В связи с этим они предположили, что данный скелет принадлежит самке, на основе отсутствия передних столпов (колонн, которые идут вниз вдоль носового отверстия до области вокруг рта) и слегка выпуклой подназальной части черепа, то есть используя те же методы определения пола, что и при исследовании африканского австралопитека. Данный образец получил прозвище «Карабо», что в переводе с языка тсвана означает «ответ». Его ему дала 17-летняя Омфеметсе Кипиле из школы святой Марии в Уэверли, пригороде Йоханнесбурга, победившая в специально проводимом конкурсе имён. По собственным словам, она выбрала это имя потому, что окаменелость представляла собой «ответ на вопрос о происхождении человечества».
Другой частично сохранившийся скелет — образец MH2 — был обнаружен самим Ли Бергером 4 сентября 2008 года. Среди останков были изолированные от остальных частей тела верхние зубы, часть нижнечелюстной кости, почти все кости правой руки, правая лопатка; а также фрагменты плеч правой руки, позвоночника, рёбер, таза, коленного сустава и стопы. Лобковая кость данного образца была широкой и квадратной, рубцы на мышцах тела слабые или умеренные, из-за чего Ли и команда предположили, что данные кости могли принадлежать самке.
В одном слою с австралопитеком седиба были обнаружены виды, появившиеся после 2 360 000 года до нашей эры и вымерли около 1 500 000 года до нашей эры. Исходя из этого учёные пришли к выводу, что данный вид также жил примерно в это же время, то есть в раннем плейстоцене. Датирование уран-свинцовым методом натёчных камней, что покрывали слой, дало дату в 2 026 000 ±, 21 000 год до нашей эры. Дальнейшее датирование палеомагнитным методом показало нормальную остаточную намагниченность отложений (против обратной в XXI веке), и единственное время, когда это произошло в течение заданного ранее интервала, — период с 1 950 000 по 17 800 000 года до нашей эры. В 2011 году датировка камней с помощью всё того же уран-свинцового метода дала более точную дату, приближенную к датировке отложений палеомагнитным методом, — 1 977 000 ± 0,002 лет до нашей эры.
Пять поясничных позвонков (от предпоследнего грудного до пятого крестцового позвонка) особи Malapa Hominin 2 (MH2), найденных в 2015 году ex situ, свидетельствуют о том, что седиба могли как передвигаться на двух ногах, так и ползать по деревьям. О бипедализме MH2 говорит поясничный лордоз. Длинные реберные (поперечные) отростки ориентированы краниально и вентрально, что подразумевает мощную мускулатуру туловища.

### Тафономия
Сеть вокруг «Малапы», где был обнаружен австралопитек седиба состоит из длинных, соединённых между собой открытых пещер размером в пределах 500 на 100 метров. Пещера находилась у основания всей системы на глубине не более 30 метров и на пересечении северо-восточной и северо-западной трещин, заполненных кремнием. Остатки гоминин были обнаружены в разрезе 3,3 × 4,4 × 3,5 метров в северной/северо-западной части трещины. Данный слой был вскрыт ещё в XX веке при добыче известняка. Пещера состоит из пяти осадочных фаций от A до E из песчаника, причём седиба находился в фации D, в то время как многие другие обнаруженные здесь гоминины — в фации E. MH1 и MH2 находились в одной вертикальной плоскости на расстоянии около 40 сантиметров. Сама по себе фация D представляла собой 1,5 метровый слой светлоокрашенного грунта, лежащий над подземным водопадом. Небольшие пелоиды в целом обычны, но местами сливаются в большие и неправильные группы. Это указывает на то, что данные отложения появились во времена заболоченности грунта. Фелоиды, вероятно, являются экскрементами или почвенными микробами. Общее состояние костей австралопитека седиба показывает, что они были быстро накрыты грунтом, мало перемещались и зацементировались вскоре после отложения во фреотической (подземный водный поток) среде. При этом нет никаких доказательств того, что данная территория была недоступна для хищников.
Всё это указывает на то, что пещера Малапа, вероятно, являлась смертельной ловушкой естественного происхождения с неприметным отверстием на поверхности. Травоядных животных сюда мог манить запах воды, исходящий из шахты, а плотоядных — запах ранее упавших мёртвых животных. Сильный поток неизвестного происхождения смыл останки глубже в пещеру и расположил их вдоль подземного ручья, возможно образовавшегося из-за сильного ливня. В конце концов, камера рухнула и заполнилась грязью.

### Систематика
В 2010 году Ли Бергер и его коллеги официально описали MH1 как голотип австралопитека седиба, а MH2 — как паратип. Его название означает «фонтан» или «источник» на языке сесото. Также, ввиду того, что седиба имеет сходства с Человеком работающим/Человеком прямоходящим, особенно в тазу и ногах, они постулировали, что 'он был переходной окаменелостью между австралопитеками и ранними Homo. Помимо этого, на данную мысль других исследователей навели общие стоматологические особенности двух видов. Однако образцы были обнаружены в стратиграфической единице, датируемой периодом в 1,95 — 1,78 миллионов лет до нашей эры, тогда как самые ранние окаменелости Homo в то время датировались примерно 2 330 000 годом до нашей эры (Человек умелый, провинция Хадар, Эфиопия). Чтобы расхождение датировок не было столь показательным, исследователи выдвинули гипотезу, что седиба отделился от популяции австралопитека африканского, населявшей тот же самый регион, за некоторое время до гомининов, что были обнаружены в «Малапе». Homo же, согласно их версии, в свою очередь, отделились от них через некоторое время. Это может означать, что в призрачной родовой линии среди предков первых Людей были африканские австралопитеки, которые отделились от их потенциальных предков примерно за 800 000 лет до их происхождения. Было высказано предположение, что именно австралопитек седиба является прямым предком Человека работающего/прямоходящего (самого раннего неоспоримого представителя рода Homo), а не Человек умелый или Человек рудольфский. В первую очередь оно было выдвинуто потому, что в 2011 году голотип был датирован примерно 19 800 000 годом до нашей эры, что в то время предшествовало времени жизни самого раннего представителя Человека работающего/прямоходящего. Ныне считается, что все три вида возникли на территории «Колыбели человечества» практически в одно время как между собой, так и с Paranthropus robustus.
Согласно ещё одной гипотезе, австралопитек седиба может представлять собой тем или иным способом выживший морф или сестринский вид африканского австралопитека, не связанный с Homo. Это может означать то, что человекоподобные черты развились независимо у него и у ранних Людей. Летопись окаменелостей ранних Homo малоизвестна и основана в основном на фрагментарных останках, что делает убедительные анатомические сравнения трудными, а иногда и невозможными. Афарский и африканский австралопитеки, как и австралопитек гархи, в разное время предлагались как истинные предки Homo, и этот вопрос вызывает очень много споров. Кроме того, по предположению палеоантропологов Уильяма Кимбела и Йоэля Рака, некоторые человекоподобные черты лица могли теряться у них с возрастом.
Нынешняя классификация австралопитеков находится в полном беспорядке. Австралопитеков можно считать таксономическим классом, члены которого объединены сходной физиологией, а не близкородственными отношениями друг с другом. Это отличает их от других родов гоминин. По большей части, не совсем ясно, какое отношение один вид имеет к другим.
|  |

## Анатомия

### Череп
От черепа признаваемого голотипом MH1 сохранился лишь свод объёмом 363 см³. Самая задняя часть его мозга оценивается в 7—10 см³. Для оценки объёма мозжечка использовались останки KNM ER 23000 (парантроп Бойса) и Sts 19 (африканский австралопитек) с его объёмом равным 40—50 см³, а также KNM ER 1813, KNM ER 1805 (оба принадлежат к виду Человек умелый) и KNM-ER 1470 (Человек рудольфский) с объёмами около 55—75 см³. Исходя из этих данных был сделан вывод, что австралопитек седиба мог иметь объём мозга около 420—440 см³, что является типичным показателем для австралопитеков в целом. Исходя из тенденций развития мозга у современных приматов от взрослого к новорождённому, объём мозга новорождённого австралопитека мог составлять 153—201 см³, что тоже аналогично размеру мозга у других австралопитеков. Форма мозга, по-видимому, была в основном подобна австралопитекам, но орбитофронтальная кора более похожа на человеческую.
В целом же анатомия черепа австралопитека седиба близка к африканскому австралопитеку. Но голотип MH1 имеет меньший по размеру череп, нежели африканский австралопитек, более широкий в поперечном направлении свод черепа, более наклонные по вертикали стенки теменные кости, а между его височными костями более широкое расстояние, нежели у африканского австралопитека. Как и у Homo, его надбровные дуги слабо выражены, скулы менее выполнены и меньший прогнатизм (лицо не так сильно выступает) и небольшой подбородок. Однако такие же характеристики черепа видны и у африканского австралопитека из 6 зала Стеркфонтейна, что, по мнению Кимбела и Рака, может указывать на то, что данные человекоподобные артибуты у австралопитека седибы могли исчезнуть к моменту взросления. Кроме того, если в ходе определения параметров у Australopithecus sediba Бергер и коллеги измеряли от передней носовой ости, а не от его основания, то данные цифры полностью совпадают с параметрами африканского австралопитека. Зубы у австралопитека седиба довольно маленькие, и их можно сравнить с зубами ранних людей. Однако, в отличие от них, у «седибы» моляры постепенно увеличиваются в размерах по мере движения к задней части рта (однако при этом второй моляр является самым большим), а бугорки на зубах расположены близко друг к другу.
Форма ветви нижней челюсти (стержня, соединяющего челюсть с черепом) сильно различается у галотипа и паратипа. У MH1 она выше и шире, передняя и задняя её границы практически параллельны между собой и располагаются строго по вертикали по отношению к самой челюсти, в отличие от непараллельных границ у MH2, где передняя вогнута. Венечный отросток наклонён назад с глубокой и асимметричной вырезкой в нижней челюсти, в то время как у MH2 данный отросток не искривлён, а вырезка на нижней челюсти неглубока. По сравнению с паттернами, наблюдаемыми у современных человекообразных обезьян, эти отличия являются излишне заметными и крупными, чтобы их можно было объяснить половым диморфизмом или ювенильным статусом MH1. Таким образом скелетно седиба может быть очень изменчивым видом от особи к особи

### Туловище
По оценкам весили MH1 и MH2 примерно одинаково — 30—36 килограммов, меньше, чем современные гоминиды, но вполне нормально для австралопитека:406. Mh1 в высоту достигал 130 сантиметров, однако уровень развития его скелета из-за был примерно равен 12-летнему Homo sapiens или 9-летнему малышу шимпанзе, то есть австралопитек седиба, как и некоторые другие гоминины, вероятно, имел обезьянью скорость роста; на данный вывод исследователей также наталкивает уровень развития зубов. Вероятно, MH1 достиг 85 % своего взрослого размера, если брать скорость развития шимпанзе, или 80 %, если брать скорость развития человека. Во взрослом состоянии он мог достигнуть высоты от 150 до 156 сантиметров.
У MH1 сохранились 4 шейных, 6 грудных и 2 поясничных позвонка, в то время как у MH2 — 2 шейных, 7 грудных, 2 поясничных и 1 крестцовый позвонки. Лордоз (лат. Lordosis, искривление, изгиб) и положение суставов шейных позвонков, указывают на то, что положение головы при ходьбе у австралопитека седиба было подобно человеческому. Однако общая же анатомия шейных позвонков напоминает обезьянью и указывает на более жёсткую шею. У австралопитека седиба также отсутствует свойственное людям плечевое нервное сплетение (которое идентифицируется у некоторых африканских австралопитеков), то есть контроль за движениями мышц рук и кистей у них был слабее, нежели у представителей рода Homo. Как и люди, австралопитек седиба, видимо, имел гибкий поясничный ряд, состоящий из пяти позвонков (в отличие от человекообразных обезьян, которые имеют по 6 статичных позвонков), а также лордоз позвоночника в районе поясницы. Однако, в отличие от людей, у австралопитека седиба, видимо, была очень подвижная нижняя часть спины с усиленным лордозом. Она была необходима для противодействия вращению вовнутрь во время ходьбы гиперпронирующей походкой, которой он, скорее всего, передвигался.
Таз австралопитека седиба имеет ряд общих черт с ранними Homo, в первую очередь с Человеком работающим, а также с образцом KNM-ER 3228 из Кооби-Фора (Кения) и OH 28 из Олдувайского ущелья (Танзания), которые обычно квалифицируются как Homo sp. У седибы наблюдается увеличенный уровень поддержки мышц вдоль вертлужной впадины, подвздошной лопасти и крестца. Это должно было положительно сказываться на скорости разгибания и сгибания бёдер. У данного вида австралопитека имелось смещение веса за центр вращения бедра. Вертлужная впадина и бугристость седалищной кости уменьшали нагрузку на подколенное сухожилие. Возможно, именно это привело к тому, что рост австралопитека седиба был сравним с ростом ранних Homo. Тазобедренный сустав у седибы, вероятно, более походил на человеческий, чем у OH 62. Родовые пути австралопитека седиба кажутся более гинекоидными (грушевидными, что является нормальной формой для современного человека) нежели у других австралопитеков, которые более широкие. Хотя при этом у данного вида они не являются полностью гинекоидными. Это может быть связано с меньшим размером мозга (и, как следствие, головы в целом) новорождённого седибы. Как и у Homo, родовые пути данного австралопитека увеличиваются в диаметре в сагиттальном (спереди-назад) направлении. Лобковая кость при этом загнута вверх.

### Комментарии
1. ↑  На 2021 год самый старый образец Homo — LD 350-1[англ.], чей возраст примерно равен 2,8 — 2,75 млн лет. Он был обнаружен в регионе Леди-Герау[англ.] всё той же Эфиопии[10].